# 왓 아룬

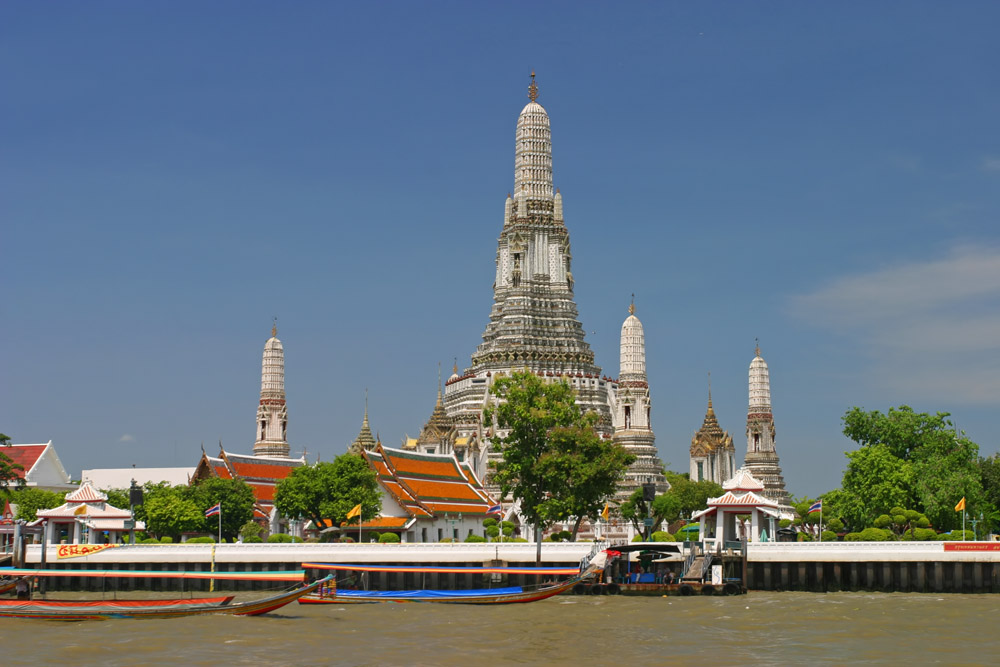
짜오프라야강의 왓 아룬

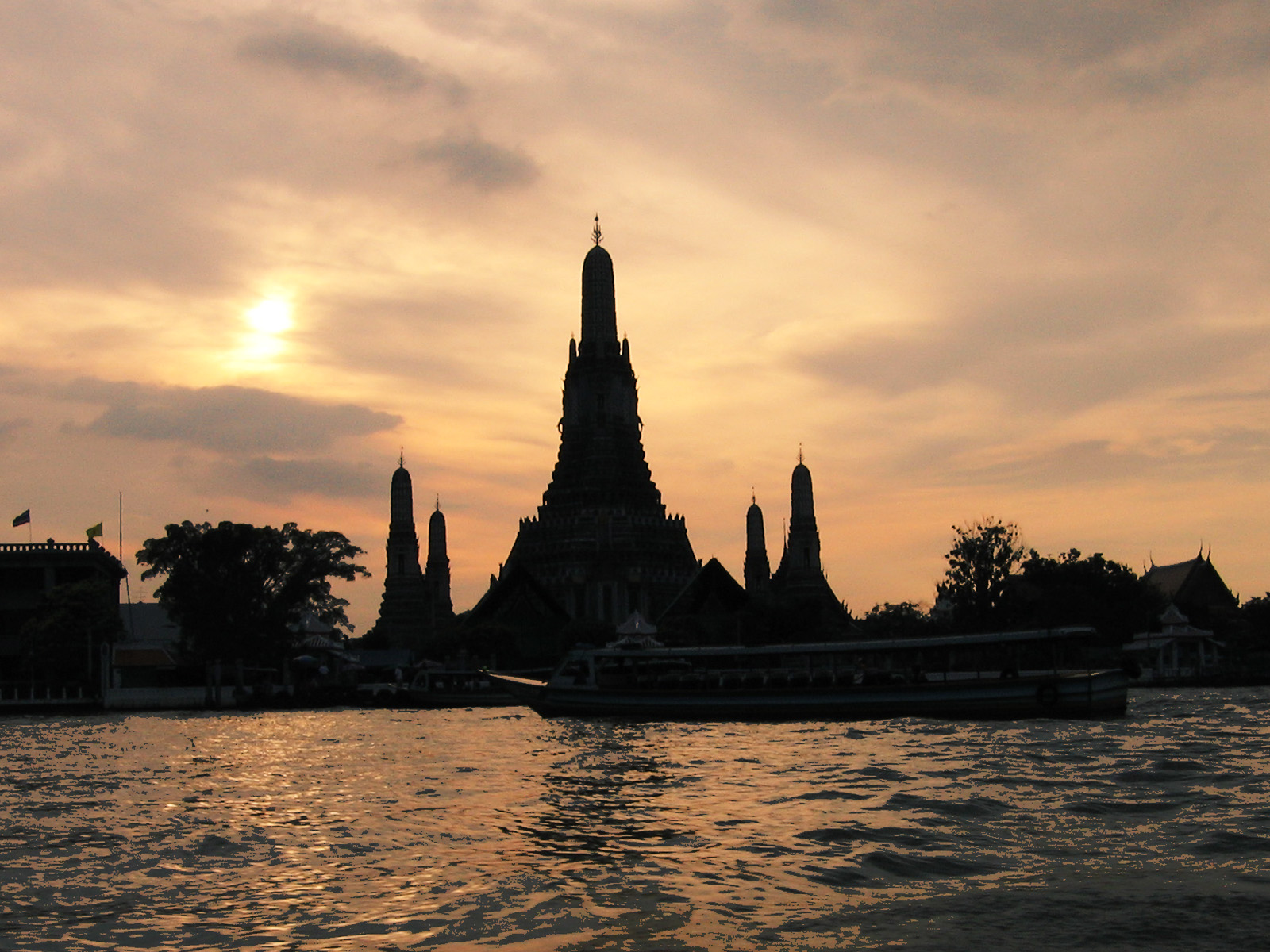
왓 아룬의 일출

왓 아룬(태국어: วัดอรุณ, Wat Arun, 새벽사원)은 타이 방콕 야이 구의 불교 사원으로 짜오프라야강 왼쪽 강변에 있다. 전체 이름은 ‘왓 아룬랏차와라람 랏차워람아하위’한(วัดอรุณราชวรารามราชวรมหาวิหาร)이며, 간단하게 줄여서‘ 왓 아룬’이라고 하며, 《새벽 사원》(Temple of Dawn)으로 더 널리 알려져 있다.

## 건축물
도시에서 중요한 지리적 표지물 중의 하나로 이곳에 올라 내려다보는 경치가 대단히 아름답다. “새벽 사원”이라는 이름으로 널리 알려져 있으며, 이것은 새벽의 일출하는 햇빛이 이 사원의 첨탑에 박혀있는 자기를 비추어 영롱한 무지개 빛을 만들어 내기 때문이다. 가파르게 솟아 오른 탑은 이층의 테라스 구조를 갖추고 있다. 바깥에는 네 개의 위성 탑이 서 있으며, 높이는 66.8m에서 86m에 이른다. 이 탑의 표면에는 조개와 중국과 태국을 오가는 배의 깔았던 고령토로 장식되어 있다.
중앙의 탑은 일곱 갈래로 갈라진 삼각형의 첨탑의 모양을 하고 있으며, “시바신의 삼지창”을 상징한다고 알려져 있다.
탑 주변의 제단에는 고대 중국의 군인들과 동물상들이 있다. 두 번째 테라스 위로는 흰코끼리(에라완)을 탄 힌두교의 네 개의 인드라 상이 있다.

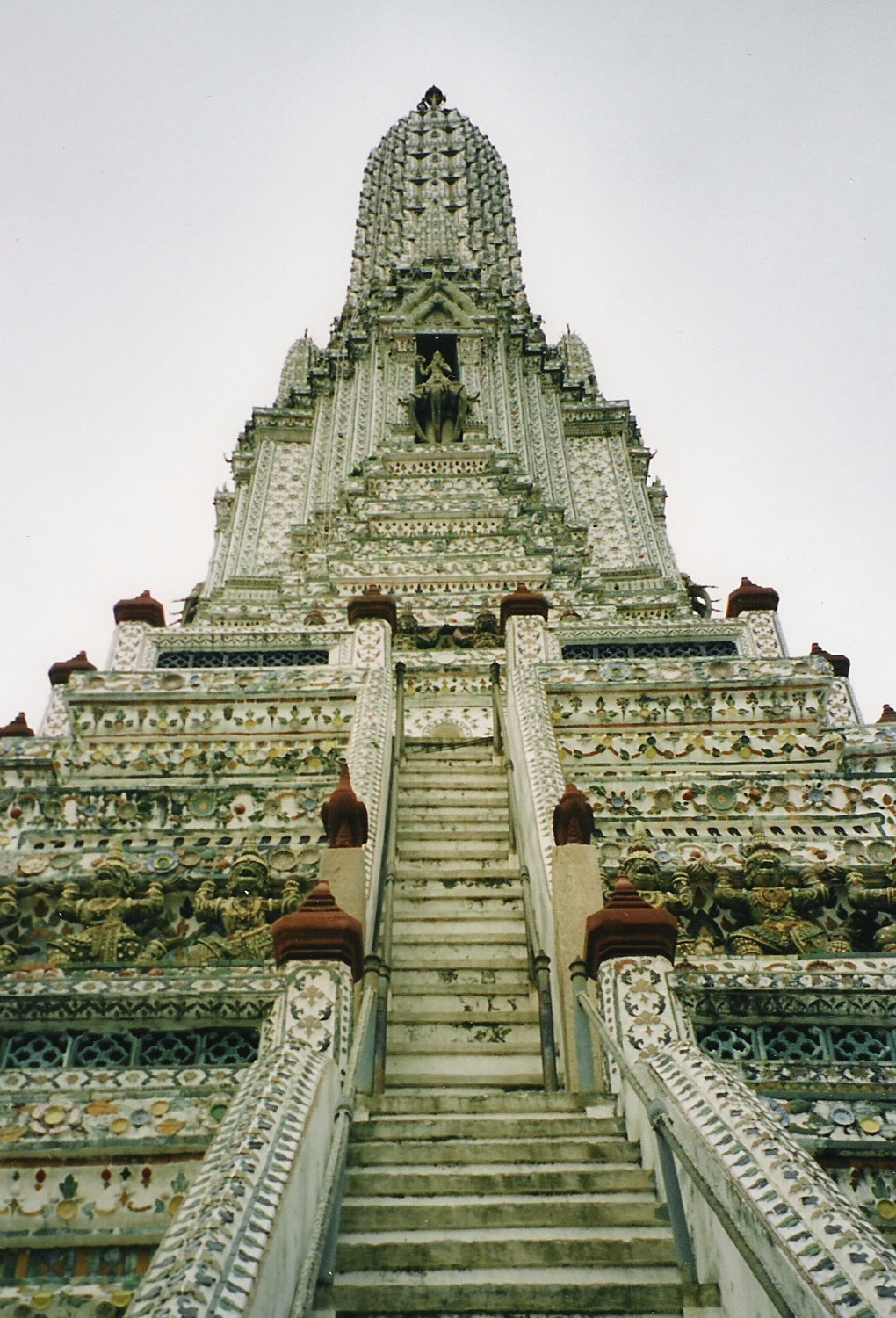
왓 아룬의 쁘랑

강 가에는 중국식으로 된 6개의 정자(살라)가 있다. 이 정자는 푸른 색 화강암과 연육교가 있다.
탑 주변은 부처 상에 모셔진 법당이 있으며, 라마 2세에 의해 설계된 것으로 추측하고 있다. 법당의 전문에는 중앙 첨탑을 가진 지붕이 있으며, 색채 자기와 치장벽토로 외장된 색상 자기로 되어 있다.

## 신화
중앙 탑은 인도의 세계관인 수미산을 상징한다. 위성 탑은 바람의 신인 프라 파이 신에게 봉헌된 것이다.
우보솟으로 가는 입구의 악마(약샤)는 라마끼엔에서 나오는 것이다. ‘싸하싸 데자’(Sahassa Deja)라는 이름의 하얀 상과 푸른 입상은 ‘톳싸깐’(Thosakan)으로 알려져 있으며, 라마야나에서 나오는 라바나에서 온 악마이다.

## 여행
방콕을 포함한 대부분의 여행 패키지에서는 이곳 왓 아룬을 방문하며, 가장 쉽게 가는 방법은 대중교통을 이용하는 것이다. 2024년 7월을 기준으로 외국인 입장료는 200바트다. 계단은 굉장히 가파르며 지금은 중앙 탑의 첫째 단까지만 올라가 볼 수 있다.

## 갤러리
|  |  |